# Moll (Adelsgeschlecht)

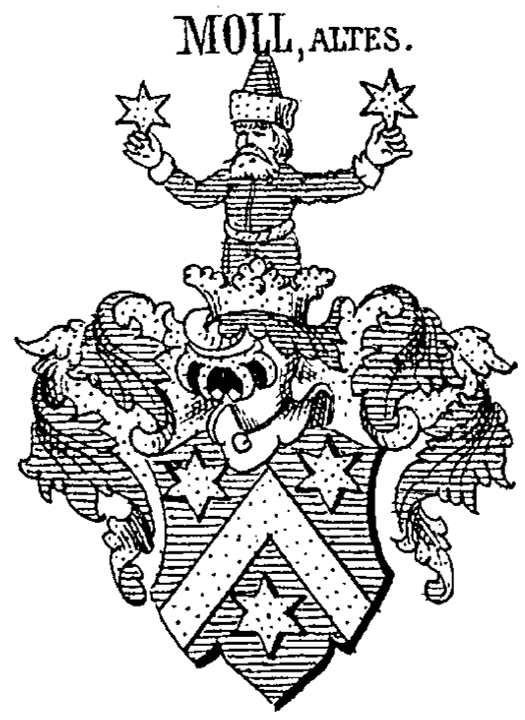
Stammwappen derer von Moll in Siebmachers Wappenbuch

Moll (italienisch de Moll) ist der Name eines Adelsgeschlechts, das ursprünglich aus den spanischen Niederlanden stammte und von dort aus nach Deutschland und Österreich kam.

## Geschichte
Am 23. April 1555 wurde einem Wolf bzw. Wolfgang der Adelsstand bestätigt. Am 6. Dezember 1563 erfolgte die Übertragung des Wappens auf seinen Bruder Friederich. Die Brüder Wolf und Friedrich wurden am 6. Juli 1580 in den Reichs- und erbländischen Adelstand erhoben. Am 19. Februar 1655 erfolgte die Aufnahme in die Landmannschaft des Ritterstandes in das Erzherzogtum Oberösterreich.
Mit dem Adelsdiplom vom 4. Mai 1789 erhielt Ludwig Gottfried für sich und seine Nachkommen beiderlei Geschlechts den Freiherrentitel. Auf der Stammtafel ist die Aufeinanderfolge des Geschlechtes von Johann von Moll, der von 1520 bis 1535 Konsul von Trient war, auf die Gegenwart überliefert. Ein weiterer Nachkomme war der Naturforscher Karl von Moll und dessen Neffe, der Feldmarschallleutnant Johann Karl von Moll.

## Wappen
- Blasonierung des Stammwappens: In Blau ein goldener Sparren, beseitet von drei (2:1) goldenen Sternen. Auf dem gekrönten Helm mit blau-goldenen Helmdecken ein wachsender, blau gekleideter junger bärtiger Mann mit goldenem Gürtel und ebensolchen Aufschlägen und Knöpfen, auf dem Haupt einen hohen blauen Hut mit goldenem Stulpe, in den erhobenen Händen je einen goldenen Stern haltend.
- Blasonierung des Freiherrenwappens (1789): Schild wie das Stammwappen. Drei gekrönte Helme mit blau-goldenen Decken: I. ein von Gold und Blau geteilter Flügel; II. der Mann mit den Sternen wie im Stammwappen; III. ein gleicher Flügel wie auf dem ersten Helm.

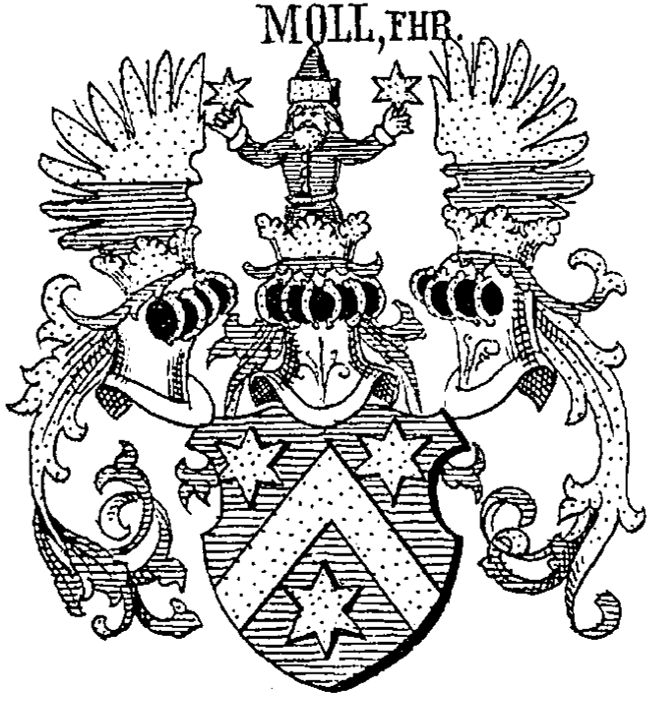
Wappen der Freiherren von Moll von 1789 in Siebmachers Wappenbuch
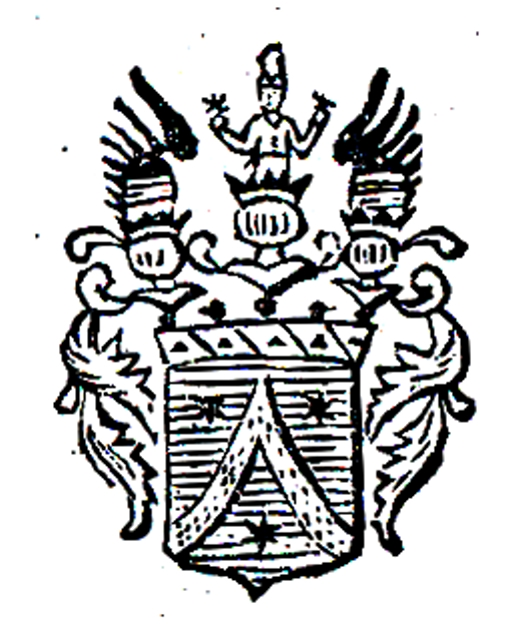
Wappen der Barone von Moll aus einem Exlibris
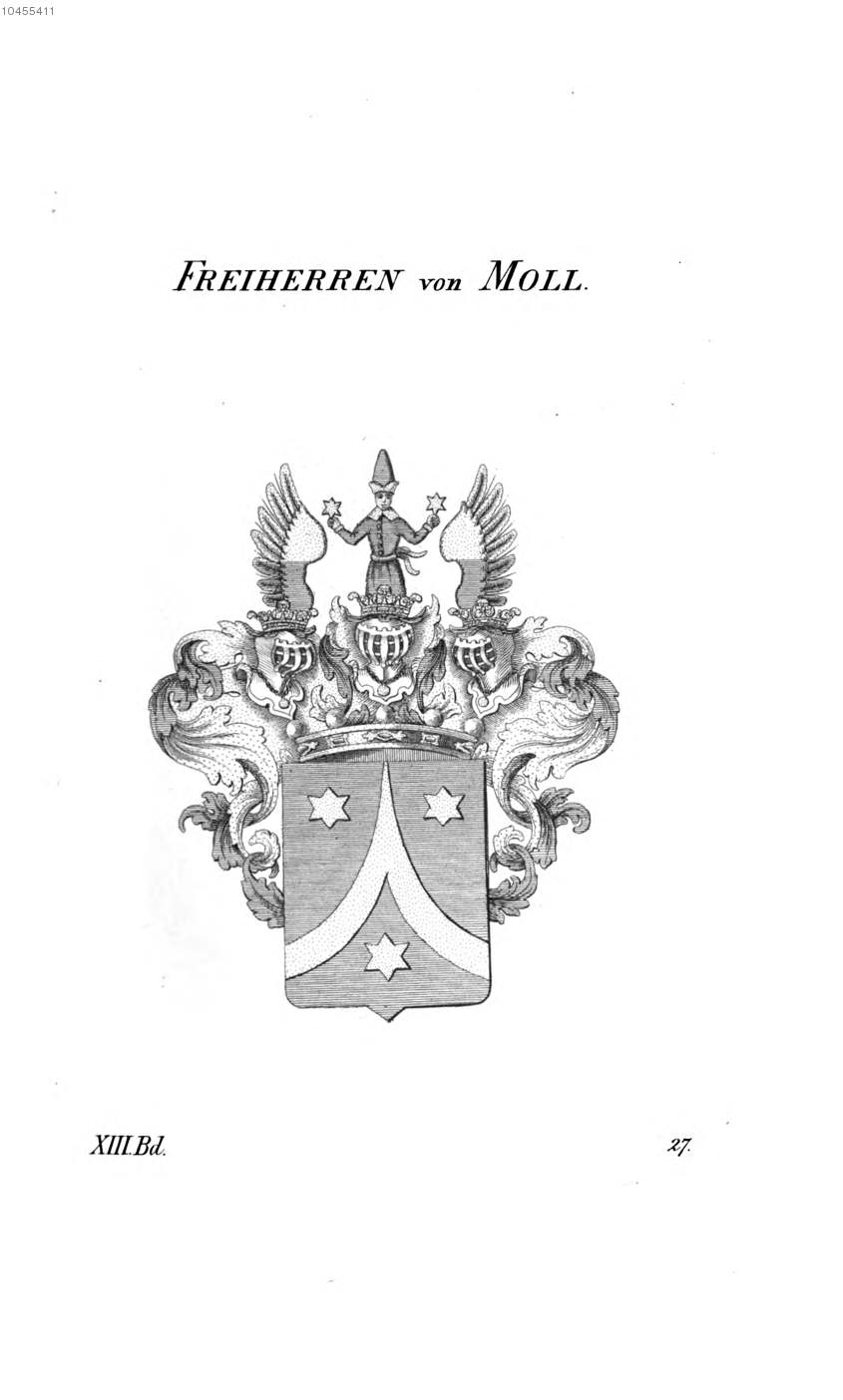
Wappen der Freiherren von Moll von 1789 bei Tyroff

## Persönlichkeiten
- Johann Karl von Moll (1797–1879), österreichischer General
- Karl von Moll (1760–1838), Geologe und Staatsmann